# John Archer (lekkoatleta)
John „Jack” Archer (ur. 10 sierpnia 1921 w Nottingham, zm. 29 lipca 1997 w Cheltenham) – brytyjski lekkoatleta, sprinter, medalista olimpijski i mistrz Europy.
Na mistrzostwach Europy w 1946 w Oslo zdobył złoty medal w biegu na 100 metrów. Na tych samych mistrzostwach zajął 6. miejsce w finale biegu na 200 metrów, a w sztafecie 4 × 100 metrów był wraz z kolegami piąty.
Na igrzyskach olimpijskich w 1948 w Londynie startował jedynie w sztafecie 4 × 100 metrów, w której wraz z Jackiem Gregorym, Alastairem McCorquodale oraz Kennethem Jonesem zdobył srebrny medal.
Startował na igrzyskach Imperium Brytyjskiego w 1950 w Auckland, gdzie zdobył srebrny medal w sztafecie 4 × 110 jardów, a w biegach na 110 jardów i 220 jardów odpadł w półfinale.